# Cha Young-chul
Cha Young-chul (kor. 차영철; * 28. Juli 1959 in Seoul) ist ein ehemaliger südkoreanischer Sportschütze.

## Erfolge
Cha Young-chul nahm dreimal an Olympischen Spielen teil. Bei den Olympischen Spielen 1988 in seiner Geburtsstadt Seoul trat er lediglich im Wettbewerb mit dem Kleinkaliber im liegenden Anschlag an. In der Qualifikation erzielte er 598 Punkte und zog als Zweitplatzierter ins Finale ein. Dort behauptete er seine Platzierung mit weiteren 104,8 Punkten, sodass er mit insgesamt 702,8 Punkten hinter Miroslav Varga und vor Attila Záhonyi die Silbermedaille gewann. 1992 in Barcelona belegte er im Dreistellungskampf mit dem Kleinkaliber den 17. Rang, während er im liegenden Anschlag mit Rang 18 die erneute Qualifikation für das Finale um drei Punkte verpasste. Die Spiele 1996 in Atlanta verliefen noch schlechter für Cha, als er vordere Platzierungen deutlich verpasste. Den Wettbewerb im liegenden Anschlag beendete er auf dem 36. Platz, im Dreistellungskampf kam er nicht über den 40. Platz hinaus.
1990 gewann Cha Young-chul bei den Weltmeisterschaften in Moskau mit dem Luftgewehr im Mannschaftswettbewerb die Bronzemedaille. Neben Cha gehörten noch Eom Tae-jin und Yoo Jung-mo zur Mannschaft. Bei Asienspielen gewann er 1986 in Seoul mit dem Kleinkalibergewehr im liegenden Anschlag in der Einzel- und der Mannschaftskonkurrenz jeweils die Goldmedaille, mit dem Standardgewehr sicherte er sich im Dreistellungskampf mit der Mannschaft Silber. 1990 belegte er in Peking im liegenden Anschlag den dritten Platz im Einzel, während er mit der Mannschaft Zweiter wurde. Im Dreistellungskampf mit dem Kleinkalibergewehr gewann er im Mannschaftswettbewerb die Goldmedaille. Auch 1994 belegte er in Hiroshima im Dreistellungskampf mit dem Kleinkaliber den ersten Platz in der Mannschaftskonkurrenz, zudem erhielt er im Einzel die Bronzemedaille, die er auch im Einzel des stehenden Anschlags gewann. 1998 in Bangkok und 2002 in Busan schloss er die Mannschaftskonkurrenz im Dreistellungskampf mit dem Kleinkaliber jeweils auf dem Silberrang ab.
Cha ist verheiratet und hat zwei Kinder.